# Topsham (Maine)
Topsham és una població del Comtat de Sagadahoc (Maine) dels Estats Units d'Amèrica. Segons el cens dels Estats Units del 2000 tenia 9.100 habitants.

## Demografia
Segons el cens del 2000 Topsham tenia 9.100 habitants, 3.424 habitatges, i 2.461 famílies. La densitat de població era de 109,7 habitants/km².
Dels 3.424 habitatges en un 37,4% hi vivien nens de menys de 18 anys, en un 60% hi vivien parelles casades, en un 8,5% dones solteres, i en un 28,1% no eren unitats familiars. En el 22,4% dels habitatges hi vivien persones soles el 9,3% de les quals corresponia a persones de 65 anys o més que vivien soles. El nombre mitjà de persones vivint en cada habitatge era de 2,62 i el nombre mitjà de persones que vivien en cada família era de 3,08.
Per edats la població es repartia de la següent manera: un 27,8% tenia menys de 18 anys, un 6% entre 18 i 24, un 32,4% entre 25 i 44, un 21,3% de 45 a 60 i un 12,6% 65 anys o més.
L'edat mediana era de 36 anys. Per cada 100 dones de 18 o més anys hi havia 88,9 homes.
La renda mediana per habitatge era de 47.682 $ i la renda mediana per família de 52.134 $. Els homes tenien una renda mediana de 35.943 $ mentre que les dones 25.581 $. La renda per capita de la població era de 21.135 $. Entorn del 3% de les famílies i el 4,1% de la població estaven per davall del llindar de pobresa.

## Poblacions properes
El següent diagrama mostra les poblacions més properes.